# انقلاب ۵۷ (مستند)
انقلاب ۵۷ مستندی از شبکه من و تو، ساخته سال ۱۳۹۲ تا ۱۳۹۳ و پخش در شهریور ماه سال ۱۳۹۳ از این شبکه است. این مستند در پنج قسمت دو ساعته به انقلاب اسلامی ایران در سال پنجاه و هفت به روایت تصاویر دیده نشده می‌پردازد. این مستند به سرپرستی صابر و همکاری سام غفارزاده و نوید غضنفری نوشته شده و توسط آرش آشتیانی کارگردانی شده‌است. محقق این مستند صباخویی است.
متن این مستند توسط مهران کریمی بیان شده‌است. بیشتر تصاویر این مستند از سازمان آرشیو ملی ایرانیان مقیم اروپا خریداری شده و برای بسیاری از بینندگان تازگی دارد. سازندگان در این مستند بسیار سعی کرده‌اند تا حوادث مرتبط با انقلاب اسلامی ایران به روایتی تازه گفته شود. این مستند در قسمت اول با بحران نفت و گران شدن نفت اوپک آغاز می‌شود، اما در ادامه به وقایع مهم سال‌های قبل نیز ارجاع می‌کند، ازجمله کودتای ۲۸ مرداد ۱۳۳۲، انقلاب سفید شاه و ملت در سال ۱۳۴۱، سخنرانی روح‌الله خمینی و دستگیری و تبعید او در سال ۱۳۴۲ و… در قسمت آخر نیز با اعلام بی‌طرفی ارتش در تاریخ ۲۲ بهمن ۱۳۵۷ و پیروزی انقلابیون به پایان می‌رسد.
فصل دوم این مستند نیز شامل پنج قسمت بود که به دوران دولت موقت مهدی بازرگان می‌پرداخت و شامل وقایع مهم بهمن ۱۳۵۷ تا آبان ۱۳۵۸ بود. تمام عوامل این فصل، اعم از نویسندگان، کارگردان، راوی و… با فصل قبل متفاوت بودند. این فصل در بهمن ماه ۱۳۹۷ و مصادف با چهلمین سال انقلاب ایران از شبکه من و تو پخش شد.
به دلیل استقبال بینندگان، پیش‌بینی می‌شود فصل‌های دیگر این مستند، بخصوص در مورد جنگ هشت‌ساله ایران و عراق نیز در آینده ساخته شود.